# Събирателен пункт
„Събирателен пункт“ (на полски: Punkt etapowy) е от 5-те рисунки, представяща живота на децата във Варшавското гето, в колекцията на Еврейския исторически институт във Варшава..
Авторът на рисунката не е известен. Подписал се е на нея като „Розенфелд“. Нарисувана е най-вероятно между есента и зимата на 1941 г. Част е от личния архив на полско-еврейския историк, политик и социален работник Емануел Рингелблум, който е вписан в Регистъра на световната памет на ЮНЕСКО през 1999 г.
Рисунката пренася събитията на улица „Ставки“, където са задържани еврейски деца арестувани от „Синията полиция“, разхождащи се извън пределите на гетото. „Събирателният пункт“ е мястото, където са задържани децата, докато чакат своите родители, които са длъжни да заплатят глоба. Тези, които не са потърсени от родителите си, са изпращани в сиропиталища.
На картината са представени седем деца, които са задържани от полицията в гетото в обвинение за контрабанда на храна.